# Łukasz Saturczak
Łukasz Saturczak (ur. 7 stycznia 1986 w Przemyślu) – polski pisarz i dziennikarz.
Absolwent dziennikarstwa i komunikacji społecznej na Uniwersytecie Wrocławskim, następnie doktorant Wydziału Filologicznego UWr, zajmujący się tematyką ukraińską. Stale współpracował z Lampą. Publikuje w prasie polskiej i ukraińskiej m.in. w Dwutygodnik.com, Tygodniku Powszechnym, Polityce, Ukrajins'kyj tyżden (Український тиждень), Czasie Kultury, Nowych Książkach, Odrze, Więzi, Przekroju, Twórczości i Ha!arcie. Tłumaczony na angielski, niemiecki i ukraiński. W latach 2014–2016 dziennikarz tygodnika Newsweek Polska

## Twórczość
W 2010 roku wydał powieść Galicyjskość, za którą otrzymał wrocławską nagrodę wARTo. Przekład tej książki na język ukraiński był pierwszym tłumaczeniem z języka polskiego, jakiego dokonał pisarz Taras Prochaśko – tytuł ukraiński Galicija (Ґаліція), Kijów, 2011.

## Publikacje
- Galicyjskość, Wydawnictwo Lampa i Iskra Boża, Warszawa 2010, ISBN 978-83-89603-84-5
- Symetria asymetryczna. Badania terenowe stosunków polsko-ukraińskich (wspólne z Łesiem Belejem). Wydawnictwo Tempora, Kijów 2014 ISBN 978-617-569-191-5
- In der Ferne leuchtet der Schlamm wie schmutziges Silber – Galizien mit den Augen von Martin Pollack gesehen [w:] Porträtausgabe Martin Pollack. Linz 2017, ISBN 978-3-99033-929-9